# Middletown (San Diego)
Middletown es un barrio localizado al norte de la Pequeña Italia (Centro de San Diego), sur de Mission Hills y Hillcrest, este del Aeropuerto Internacional de San Diego, y al oeste de Bankers Hill. La Interestatal 5 pasa sobre este barrio y el trolley de San Diego tiene una estación en este barrio.